# Ochrimnus collaris
Ochrimnus collaris är en insektsart som först beskrevs av Fabricius 1803.  Ochrimnus collaris ingår i släktet Ochrimnus och familjen fröskinnbaggar. Inga underarter finns listade i Catalogue of Life.